# Louis-Charles-Marie de Lombard de Bouvens
Louis-Charles-Marie de Lombard de Bouvens, né à Bourg-en-Bresse le 1er juillet 1750 et mort à Ambérieu-en-Bugey (Ain) le 6 décembre 1835, est un homme d'église français, député aux États généraux de 1789.

## Biographie
D'une ancienne famille de la Bresse, il suit la carrière ecclésiastique. Devenu chanoine de l'église métropolitaine de Tours, archidiacre d'Outre-Vienne et grand vicaire de l'archevêque de Tours, Mgr de Conzié, il est élu suppléant de ce prélat aux États généraux.
Quand l'archevêque donne sa démission, l'abbé de Bouvens se présente pour le remplacer et demande, dans la séance du 2 mars 1791, « à prêter son serment de député ». Le président lui ayant donné la parole, il monte à la tribune et prononce ces mots : « Je jure d'être fidèle à la Constitution décrétée par l'Assemblée nationale et acceptée par le roi, en exceptant les objets qui depuis ont touché au spirituel ».
Tandis qu'un certain nombre de membres du côté droit, Foucault, Frondeville, Guillermy, etc., se lèvent et applaudissent au langage de l'abbé de Bouvens, plusieurs députés de la gauche font observer avec vivacité que cette formule de serment n'est nullement recevable, et d'André concluent en proposant de faire lire par un secrétaire la formule véritable : « Que l'Individu qui se présente en ce moment à la tribune dise simplement : Je le jure. S'il ne veut pas le dire il ne doit pas être admis dans cette assemblée ». La motion adoptée, un secrétaire donne lecture de la formule du serment.
Le Moniteur du 4 mars 1791 témoigne de l'événement : 
M. L'abbé De Bouvens, Je vais répéter la formule. (Les murmures de la partie gauche recommencent.)
Plusieurs voix s'élèvent dans la même partie de la salle. Dites : Je le jure.
Une voix de la partie gauche. 
- S'il ne le pense pas, il ne peut pas jurer. 
M. le Président interpelle M. l'abbé de Bouvens de déclarer s'il veut prêter le serment pur et simple.
M. D'André : Monsieur n'a pas le droit de parler dans cette Assemblée. Il doit dire simplement je le jure, ou s'en aller. (On applaudit.)
M. l'abbé de Bouvens descend de la tribune et passe dans la partie droite de la salle, Plusieurs voix s'élèvent dans la partie gauche: Sortez ! Sortez !
M. l'abbé de Bouvens s'arrête et se mêle à quelques membres de la partie droite. M. l'abbé Maury descend de sa place et va parler à M. l'abbé de Bouvens.
M. l'abbé de Bouvens sort de la salle au milieu des applaudissements de l'Assemblée.
À la suite de cet incident, l'abbé Maury s’efforce vainement d'obtenir la parole, pour protester contre la conduite du président. Dans la séance suivante, Bois-Rouvray prie l'Assemblée de revenir sur sa décision. Mais l'Assemblée passe à l'ordre du jour, et l'ex-suppléant de l'archevêque de Tours est déclaré déchu de son droit.
Bientôt il quitte la France, se joint aux émigrés de Francfort, puis à ceux d'Angleterre. Il est employé quelque temps dans la chancellerie du frère de Mgr de Conzié qui était ministre du comte d'Artois, alors « lieutenant-général du royaume ».
L'abbé de Bouvens prononce en 1804, à Londres, dans la chapelle de Saint-Patrice, et en présence des princes de la maison de Bourbon, l'oraison funèbre du duc d'Enghien ; il prononce, aussi dans le même lieu et devant le même auditoire, en 1807, l'oraison funèbre de l'abbé Edgeworth, confesseur de Louis XVI, et enfin celle de la princesse Marie-Joséphine de Savoie, femme de Louis XVIII.
Les Oraisons funèbres de l'abbé de Bouvens ont été réunies en 1824 par leur auteur en un volume. Au retour des Bourbons, l'abbé de Bouvens est nommé aumônier du roi, mais il est âgé et infirme et est obligé de demander sa retraite.
Il quitte Paris lors de la révolution de Juillet 1830. À son décès en 1835, il était aumônier honoraire du Chapitre de Saint-Denis.